# Liste der Monuments historiques in Varennes-sur-Loire
Die Liste der Monuments historiques in Varennes-sur-Loire führt die Monuments historiques in der französischen Gemeinde Varennes-sur-Loire auf.

## Liste der Bauwerke
| Bezeichnung         | Beschreibung              | Standort                            | Kennzeichnung | Schutzstatus | Datum | Bild |
| ------------------- | ------------------------- | ----------------------------------- | ------------- | ------------ | ----- | ---- |
| Zwei Windmühlen     |                           | Rue du Champ des Îles (Lage)        | PA00109399    | Inscrit      | 1977  |      |
| Windmühle           |                           | 10 rue de la Croix des Noues (Lage) | PA00109398    | Inscrit      | 1977  |      |
| Bahnhof             | Erbaut 1848               | 2 place de la Gare (Lage)           | PA00109397    | Inscrit      | 1984  |      |
| Kirche St-Martin    | Erbaut im 12. Jahrhundert | Place du Jeu de Paume (Lage)        | PA00109396    | Inscrit      | 1972  |      |
| Ferme de Mongeville | Bauernhof, erbaut 1517    | 1 rue de Mongeville (Lage)          | PA49000013    | Inscrit      | 1997  |      |

## Liste der Objekte
- Monuments historiques (Objekte) in Varennes-sur-Loire in der Base Palissy des französischen Kultusministeriums